# Handball-Europameisterschaft der Frauen 2028/Qualifikation
Die Qualifikation zur Teilnahme an der Handball-Europameisterschaft der Frauen 2028 begann am 20. November 2021 mit dem Zuschlag für die Ausrichtung der Europameisterschaft an die Verbände von Dänemark, Norwegen und Schweden.

## Gastgeber
Als Gastgebernationen sind die Auswahlen von Dänemark, Schweden und Norwegen gesetzt.

## Amtierender Europameister
Die Europameisterschaft 2026 soll im Dezember 2026 ausgetragen werden. Der Sieger ist qualifiziert zur Teilnahme an der Europameisterschaft 2028.

## Qualifikationsspiele
Die Startplätze werden in Qualifikationsspielen ermittelt.

## Qualifizierte Teams
| Mannschaft aus | Qualifiziert als | Datum der Qualifikation | Bisherige Teilnahmen an den Europameisterschaften | Bisherige Teilnahmen an den Europameisterschaften                                        | Bisherige Teilnahmen an den Europameisterschaften  |
| Mannschaft aus | Qualifiziert als | Datum der Qualifikation | Anzahl                                            | Jahre                                                                                    | Titel                                              |
| -------------- | ---------------- | ----------------------- | ------------------------------------------------- | ---------------------------------------------------------------------------------------- | -------------------------------------------------- |
| Dänemark       | Gastgeber        | 20. November 2021       | 15                                                | 1994, 1996, 1998, 2000, 2002, 2004, 2006, 2008, 2010, 2012, 2014, 2016, 2018, 2020, 2022 | 3 (1994, 1996, 2002)                               |
| Schweden       | Gastgeber        | 20. November 2021       | 15                                                | 1994, 1996, 1998, 2000, 2002, 2004, 2006, 2008, 2010, 2012, 2014, 2016, 2018, 2020, 2022 | 1 (2000)                                           |
| Norwegen       | Gastgeber        | 20. November 2021       | 15                                                | 1994, 1996, 1998, 2000, 2002, 2004, 2006, 2008, 2010, 2012, 2014, 2016, 2018, 2020, 2022 | 8 (1998, 2004, 2006, 2008, 2010, 2014, 2016, 2020) |